# Talladega Springs
Talladega Springs – miasto w Stanach Zjednoczonych, w stanie Alabama, w hrabstwie Talladega. W roku 2023 miasto zamieszkiwały 143 osoby, a gęstość zaludnienia wynosiła 44,7 osoby/km².